# Gewone lynxspin
De gewone lynxspin (Oxyopes heterophthalmus) is een spinnensoort in de taxonomische indeling van de lynxspinnen (Oxyopidae). De spin wordt ook wel Gutspalplynxspin genoemd. 
Het dier behoort tot het geslacht Oxyopes. De wetenschappelijke naam van de soort werd voor het eerst geldig gepubliceerd in 1804 door Latreille.